# Helenactyna
Helenactyna är ett släkte av spindlar. Helenactyna ingår i familjen kardarspindlar.
Kladogram enligt Catalogue of Life:
| Helenactyna | \| \| Helenactyna crucifera \| \| \| \| \| \| Helenactyna vicina \| \| \| \| |
|             | \| \| Helenactyna crucifera \| \| \| \| \| \| Helenactyna vicina \| \| \| \| |
|             | Helenactyna crucifera                                                        |
|             |                                                                              |
|             | Helenactyna vicina                                                           |
|             |                                                                              |